# Шармоа (Мерт и Мозел)
Шармоа (фр. Charmois) насеље је и општина у североисточној Француској у региону Лорена, у департману Мерт и Мозел која припада префектури Линевил.
По подацима из 2011. године у општини је живело 166 становника, а густина насељености је износила 30,68 становника/km². Општина се простире на површини од 5,41 km². Налази се на средњој надморској висини од 268 метара (максималној 288 m, а минималној 230 m).

## Демографија
| 1962. | 1968. | 1975. | 1982. | 1990. | 1999. | 2011. |
| ----- | ----- | ----- | ----- | ----- | ----- | ----- |
| 96    | 103   | 116   | 160   | 196   | 183   | 166   |

График промене броја становника у току последњих година